# Гарольд Вік
Га́рольд Е́двард Вік (англ. Harold Edward Vick; 3 квітня 1936, Рокі-Маунт, Північна Кароліна — 13 листопада 1987, Нью-Йорк) — американський джазовий тенор-саксофоніст і флейтист, композитор і аранжувальник, представник стилів соул-джаз і хард-боп.
Виступав і записувався з ритм-енд-блюзовими й джазовими музикантами такими, як Рей Чарльз, Арета Франклін, Ashford & Simpson, Анджела Бофілл, Еббі Лінкольн і Лена Горн.

## Біографія
Гарольд Едвард Вік народився 3 квітня 1936 року Рокі-Маунт (Північна Кароліна). У 13 років почав займатися музикою, коли його дядько Прінс Робінсон (поважний тенор-саксофоніст, який грав з Луї Армстронгом, Дюком Еллінгтоном, McKinney's Cotton Pickers та іншими музикантами у 1920-х і 1930-х роках) подарував йому кларнет. У 16 років Вік взяв тенор-кларнет і згодом почав грати в ритм-енд-блюзових гуртах. У 1950-х роках Вік переїхав у Вашингтон і почав вивчати психологію в Говардському університеті. Не припиняв грати і здебільшого виступав в R&B-гуртах.
Став відомим завдяки роботі з органістами Джеком Мак-Даффом, Ширлі Скотт, Біг Джоном Паттоном і Джиммі Мак-Гріффом. У 1960-х роках керував власними гуртами, грав разом з трубачем Блу Мітчеллом і гітаристом Грантом Гріном. У 1963 році записав свій дебютний альбом як соліст Steppin' Out! на лейблі Blue Note. З 1966 по 1974 роки записувався на лейблах RCA, Muse і Strata East. У 1972 році записувався з гуртом Джека ДеДжонетта Compost.
З середини 1970-х перестав записуватися як соліст, однак багато працював в ролі сесійного музиканта. Продовжував працювати з органістами Скотт і Мак-Гріффом, співаками Реєм Чарльзом і Аретою Франклін, біг-бендом Діззі Гіллеспі та R&B-гуртами. Записав декілька трибьют-альбомів зі співачкою Еббі Лінкольн, присвячених Біллі Холідей, на лейблі enja.
Помер 13 листопада 1987 року відсерцевого нападу у своєму будинку в Нью-Йорку, йому був 51 рік. У 1998 році саксофоніст Сонні Роллінс віддав данину Гарольду Віку, написавши та записавши композицію «Did You See Harold Vick?».

## Дискографія
- Steppin' Out! (Blue Note, 1963)
- The Caribbean Suite (RCA Victor, 1966)
- Straight Up (RCA Victor, 1966)
- Commitment (Muse, 1967) — випущений 1974 року
- Watch What Happens (RCA Victor, 1967)
- The Power of Feeling (Encounter Records, 1973) — випущений під ім'ям Сер Едвард
- Don't Look Back (Strata-East, 1974)
- After the Dance (Wolf, 1977)